# Agnes Alpers
Agnes Alpers (ur. 29 czerwca 1961 roku w Oerel) – polityk niemiecka, posłanka Bundestagu 17. kadencji, członek Lewicy, z zawodu pedagog.
W latach 1980 - 86 studiowała pedagogikę na Wolnym Uniwersytecie w Berlinie. Uczelnie ukończyła dyplomem pedagoga. Zajmowała się m.in. pracą kobiet, pracą z dziećmi i imigrantami, jak również zachęcaniem niepełnosprawnych, młodzieży i ludzi starszych do podjęcia pracy. W Berlinie została mianowana dyrektorem ośrodka zdrowia. Od roku 1993 w Bremie wykładała na rzecz działania w integracji na rynku pracy. Również od roku 1993 zajmowała się finansowaniem stażów nauczycieli niepełnosprawnych w ponad 20 zawodach. W roku 2007 wstąpiła do frakcji Die Linke (dosł. Lewica), a od 2008 do 2011 była członkinią samej partii. Do Bundestagu startowała z listy z Bremy.
Jest zamężna i ma dwoje dzieci.